# Oude IJsselstreek
Oude IJsselstreek este o comună în provincia Gelderland, Țările de Jos. 

## Localități componente
Breedenbroek, Etten, Gendringen, Megchelen, Netterden, Ulft, Varsselder, Voorst, Bontebrug, Heelweg-Oost, Heelweg-West, Silvolde, Sinderen, Terborg, Varsseveld, Westendorp.

## Personalități născute aici
- Koen Bouwman (n. 1993), ciclist.